# Crocidura maurisca
Crocidura maurisca es una especie de musaraña de la familia de los soricidae.

## Distribución geográfica
Se encuentra en Burundi, Gabón, Kenia y Uganda. 